# Micropeza soosi
Micropeza soosi är en tvåvingeart som beskrevs av Ozerov 1991. Micropeza soosi ingår i släktet Micropeza och familjen skridflugor. Inga underarter finns listade i Catalogue of Life.